# Cobra (règle flexible)
Pour les articles homonymes, voir Cobra (homonymie).

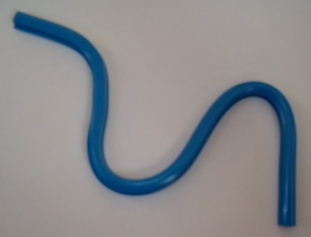
Cobra

Cobra est le nom le plus généralement donné en France, en raison de sa forme de « serpent », à une règle flexible destinée à tracer des courbes de formes variables, à l’origine appelée règle de Lesbos.

## Origine
L’île grecque de Lesbos produisait un plomb particulièrement malléable, dont les architectes et les maçons tiraient parti pour fabriquer des règles souples qui permettaient de relever des profils courbes et de les reproduire fidèlement.
De nombreux philosophes et auteurs ont utilisé la règle de Lesbos comme une image de la « flexibilité » appliquée aux lois. Elle symbolise pour Aristote l’équité de la justice : « En fait, la raison pour laquelle tout n’est pas défini par la loi, c’est qu’il y a des cas d’espèce pour lesquels il est impossible de poser une loi, de telle sorte qu’un décret est indispensable. De ce qui est, en effet, indéterminé la règle aussi est indéterminée, à la façon de la règle de plomb utilisée dans les constructions de Lesbos : de même que la règle épouse les contours de la pierre et n’est pas rigide, ainsi le décret est adapté aux faits ». Thomas More cite ce passage d’Aristote dans sa lettre à Martin Dorp, qui attaquait Érasme et son Éloge de la folie.

## Usages
La règle de Lesbos s’est généralisée dans tous types d’activités techniques et artistiques. Au contraire du pistolet qui n’offre qu’un choix fixe et limité de courbes (et impose donc de posséder une grande quantité de modèles différents), la règle flexible permet de former manuellement n’importe quelle courbe, soit en la créant, soit en copiant une courbe existante.
Le cobra est aujourd’hui composé d’une âme de plomb flexible recouverte d’un revêtement plastique de section carrée, parfois muni de rebords en légère saillie sur la base (bords anti-tache). Certains peuvent être gradués. La longueur peut être de 20  à   120 cm, la moyenne étant d’environ 40  à   50 cm : au-delà la rigidité n’est pas toujours suffisante pour garantir le maintien exact de la forme lors des déplacements. Le rayon de courbe minimum est d’environ 10 mm, et on ne peut pas obtenir d’angles nets. Un excès de manipulations et de courbures trop fermées peut entraîner des déformations durables ou même des ruptures de la structure interne.
Le cobra est utilisé comme outil de dessin (souvent supplanté par les tracés vectoriels informatiques) mais aussi dans diverses parties de l’artisanat du bâtiment (tracés de découpes), en couture (patrons), modélisme, etc.